# 이주화
이주화(李周和, 1970년 11월 29일 ~ )는 대한민국의 배우이다.

## 이력
1989년 패션 모델 첫 데뷔하였고 2년 후 1991년 연극배우 데뷔하였으며 2년 후 1993년 KBS 15기 공채 탤런트로 정식 데뷔하였다.

## 경력
- 한국방송연기자협회 이사
- 한국방송국연기자노동조합 복지부장
- KBS공채탤런트모임 한울타리회장
- 성공회문화대학원 예술경영학 석사 (문화기획전공)
- 한국문화예술위원회 심의위원
- 한울타리극단 대표
- 저서. 인생통장 여행으로 채우다[1],페루에서의 7일[2]

## 출연작

### 드라마
- 1993년 KBS2 드라마 《내일은 사랑》
- 1993년 KBS2 드라마 《신 손자병법》
- 1993년 KBS2 드라마 《들국화》
- 1994년 KBS2 주말연속극 《딸부잣집》 ... 권소령의 학교 후배 역
- 1995년 KBS1 대하드라마 《찬란한 여명》 ... 내안당 귀인 이씨 역
- 1996년 KBS2 청춘드라마 《사랑이 꽃피는 계절》
- 1996년 MBC 금요단막극 《베스트극장》
- 1996년 KBS2 월화드라마 《슈팅》
- 1996년 KBS2 주말연속극 《첫사랑》 ... 양화자 역
- 1998년 SBS 대하드라마 《삼김시대》 ... 이해경 역
- 1999년 KBS 일요베스트 《훈수》
- 1999년 KBS1 일일연속극 《사람의 집》 ... 형민의 동기 역
- 2000년 KBS2 수목드라마 《천둥소리》 ... 김개시 역
- 2003년 KBS2 부부클리닉 사랑과 전쟁
- 2003년 EBS 어린이 단막극 《TV로 보는 원작동화 - 나의 천사 나의 웬수》 ... 정미 역
- 2004년 SBS 일일시트콤 《압구정 종갓집》 ... (94회, 131회에 출연)
- 2012년 JTBC 월화드라마 《신드롬》 ... 이정미 역
- 2016년 KBS2 일일연속극 《여자의 비밀》 ... 원주댁 역
- 2022년 MBC 수목드라마 《일당백집사》
- 2021년 tv조선 [기적의 습관] - 배우 이주화편
- 2021년 mbn [한번 더 체크타임]- 배우 이주화
- 2021년 jtbs [굿모닝 라이프]- 배우 이주화
- 2021년 tv조선 [알콩달콩] - 배우 이주화편
- 2021년 JTBC [tv정보쇼알짜왕 243회] - 배우 이주화편
- 2022년 tvn [프리한 닥터] 34회 - 배우 이주화편
- 2022년 TV조선 [굿모낭 정보세상] - 배우이주화
- 2022년 JTBC [친절한 진료실] 80회 - 배우 이주화편
- 2022년 JTBC [유쾌한 상담소] 19회 - 배우 이주화편
- 2022년 JTBC [부부의발견 배우자] 90회- 배우 이주화편
- 2022년 TV조선 [건강한 참견] 25회 - 배우 이주화편
- 2022년 TV 조선 [굿모닝 정보세상] 258회- 배우 이주화
- 2022년 TV 조선 [알맹이] 195회- 배우 이주화편
- 2022년 SBS [좋은아침 닥터생필생기] 배우 이주화
- 2022년 mbc 드라마 [일당백집사] -언니역
- 2023년 tv조선 [건강한 면세점] -배우 이주화편
- 2023년 mbn [알약방] - 배우 이주화편
- 2023년 SBS [생방송 좋은아침]- 자녀와 부모가 행복해지는방법
- 2024년 TV조선 [퍼펙트라이프] 174회- 배우 이주화편
- 2024년 MBN [속풀이쇼 동치미] 594회- 배우 이주화
- 2024년 tvn [프리한 닥터] - 배우 이주화편
- 2024년 tv조선 [굿모닝 정보세상] 1038회, 1053회-배우 이주화
- 2024년 MBN [특집다큐H]- 배우이주화편
- 2024년 tv조선 [굿모닝정보세상] 1039회,  1131회,
- 2024년 sbs [좋은아침]- 배우이주화
- 2024년 mbc [기븐좋은날]- 배우 이주화
- 2024년 tv조선 [우리동네 건강왕]- 배우 이주화편
- 2024년 TV조선 [굿모닝 정보세상] 11월29일방송 배우이주화
- 2024년 MBC [기븐좋은날] 11월28일방송, 12월23일방송, 배우 이주화
- 2025년 MBC [기븐좋은날] 1월22일 방송, 배우이주화
- 2025년 mbn [임성훈의 스타유전자 X파일]- 배우이주화편

### 공연
- 2010년 《신 살아보고 결혼하자》 ... 고순자 역
- 2011년 《아내라는 직업의 여인》 ... 마리 역
- 2012년 《춘향전》 ... 춘향 역
- 2013년 《홍도야 울지마라》 ... 홍도 역
- 2014년 《맨 프럼 어스》 ... 이디스 역
- 2015년 《갈매기. 챠이카》 ... 아르까지나 역
- 2016년 《아시안인 러브 판판판》 ... 미미 역
- 2018년 《내 친구 지화자》 ... 이순이 역
- 2019년 《20세기 작가》...오현리역
- 2019년 《노루숲의 여름》...홍선아역
- 2020년 《셀레스틴 부인의 이혼》...셀레스티부인역

- 2020년 《20세가 작가 : 작가의. 방》...오현리역

- 2021년 《노르망디》.....박해미역

- 2021년 《벚꽃동산》.. 라네프스까야 (류바)역 http://www.sportsseoul.com/news/read/1055454?ref=naver
- 2023년 <<노르망디>>....박혜미역
- 2023년 <<배우이주화의 모노드라마 '웨딩드레스'>>...1인극
- 2024년 <<2024 에든버러 프린지 페스티벌>> 배우이주화 모노드라마 '웨딩드레스' 공연 에든버러 가는 배우이주화, 모노드라마 '웨딩드레스' 연습실 첫 공개 - https://naver.me/GQ1Fng1A
- 2024년  미국비평가협회<<에든버러 아시아 모노드라마 콜렉션>> 배우이화 모노드라마 '웨딩드레스' 공연

- 《여로》, 《맨하탄 프라자》, 《갈매기》 외 다수